# ماساراندوبا
ماساراندوبا (نام علمی: Manilkara huberi) نام یک گونه از سرده خیز نی است که بومی بخش وسیعی از آمریکای جنوبی، آمریکای مرکزی و آنتیلز در ارتفاعات بیش از ۸۰۰ متر بالاتر از سطح دریا می‌باشد.